# 葉山町立南郷中学校
葉山町立南郷中学校（はやまちょうりつ なんごうちゅうがっこう）は、神奈川県三浦郡葉山町長柄にある公立中学校。1981年（昭和56年）4月1日に葉山中学校から分離して開校した。

## 沿革
- 1981年4月1日 - 開校（葉山中学校から分離）
- 1981年4月5日 - 第1回入学式・始業式挙行
- 1981年9月1日 - プールが完成
- 1982年2月1日 - 体育館が完成
- 1982年2月10日 - 施設完備・校歌制定を記念。開校の日とする
- 1998年4月1日 - 特別支援学級「そよかぜ」開設
- 2003年4月 - 総合的学習の時間「F.G.C活動」を始める。
- 2005年4月1日 - 2学期制開始
- 2010年9月30日 - 耐震補強工事完了

## 部活動

### 運動部
- 野球部
- サッカー部
- バスケットボール部
- 陸上部
- バレーボール部
- 卓球部
- 水泳部
- バドミントン部

### 文化部
- 吹奏楽部
- 美術部
- 科学部
- 英語部

## 校内行事

### 主要行事
- 生徒総会
- 体育祭
- 文化祭（体育館で行われ、その後に出場自由の後夜祭が行われる）
- 生徒会総務役員選挙
- マラソン大会（男女3km）
- 生徒会主催球技大会

### 1年生の行事
- 入学式
- 遠足
- FGC

### 2年生の行事
- FGC
- 職場体験
- 東京班別校外学習

### 3年生の行事
- 修学旅行
- 卒業遠足
- 卒業式

## 総合的な学習の時間

### 目標
- 自ら課題を見つけ、調べ、考え、自ら解決していく力を養う。
- 人々と交流し、情報を得たり、考え方や生き方を学ぶ力を養う。